# Wahlkreis Chioggia (Camera dei deputati)
Der Wahlkreis Chioggia war von 1993 bis 2005 und ist seit 2017 wieder ein Wahlkreis (italienisch collegio elettorale) für die Wahl der Abgeordnetenkammer.

## Von 1993 bis 2005

### Wahlkreisgebiet
Der Wahlkreis umfasste 10 Gemeinden: Campagna Lupia, Campolongo Maggiore, Camponogara, Cavarzere, Chioggia, Cona, Fiesso d’Artico, Fossò, Stra und Vigonovo.

### Wahlergebnisse

#### Parlamentswahl 1994

##### Direktstimmen
| Kandidaten               | Kandidaten             | Parteien                                 | Stimmen | %    |
| ------------------------ | ---------------------- | ---------------------------------------- | ------- | ---- |
|                          | Giuliano Godinogewählt | Polo delle Libertà (FI – LN – CCD – UdC) | 38.559  | 43,8 |
|                          | Giuseppe Marchese      | Progressisti                             | 25.754  | 29,2 |
|                          | Piergiorgio Bighin     | Patto per l’Italia                       | 13.674  | 15,5 |
|                          | Simonetta Pirredda     | Alleanza Nazionale                       | 5.793   | 6,6  |
|                          | Lucio Gianni           | Lega Autonomia Veneta                    | 4.281   | 4,9  |
| Gesamt                   | Gesamt                 | Gesamt                                   | 88.061  | 100  |
|                          |                        |                                          |         |      |
| Ungültige Stimmen        | Ungültige Stimmen      | Ungültige Stimmen                        | 7.663   | 8,0  |
| Wähler                   | Wähler                 | Wähler                                   | 95.724  | 93,2 |
| Wahlberechtigte          | Wahlberechtigte        | Wahlberechtigte                          | 102.732 |      |
|                          |                        |                                          |         |      |
| Quelle: Innenministerium |                        |                                          |         |      |

##### Listenstimmen
| Parteien                             | Parteien              | Parteien                           | Stimmen | %    |
| ------------------------------------ | --------------------- | ---------------------------------- | ------- | ---- |
|                                      | Polo delle Libertà    | Forza Italia                       | 26.070  | 29,2 |
| Lega Nord                            | Polo delle Libertà    | 11.965                             | 13,4    |      |
| ↳ Gesamt                             | Polo delle Libertà    | 38.035                             | 42,6    |      |
|                                      | Progressisti          | Partito Democratico della Sinistra | 17.586  | 19,7 |
| Partito della Rifondazione Comunista | Progressisti          | 7.093                              | 8,0     |      |
| Federazione dei Verdi                | Progressisti          | 3.049                              | 3,4     |      |
| Partito Socialista Italiano          | Progressisti          | 2.066                              | 2,3     |      |
| ↳ Gesamt                             | Progressisti          | 29.794                             | 33,4    |      |
|                                      | Patto per l’Italia    | Partito Popolare Italiano          | 13.415  | 15,0 |
|                                      | Alleanza Nazionale    | Alleanza Nazionale                 | 5.593   | 6,3  |
|                                      | Lega Autonomia Veneta | Lega Autonomia Veneta              | 2.369   | 2,7  |
| Gesamt                               | Gesamt                | Gesamt                             | 89.206  | 100  |
|                                      |                       |                                    |         |      |
| Ungültige Stimmen                    | Ungültige Stimmen     | Ungültige Stimmen                  | 6.517   | 6,8  |
| Wähler                               | Wähler                | Wähler                             | 95.723  | 93,2 |
| Wahlberechtigte                      | Wahlberechtigte       | Wahlberechtigte                    | 102.732 |      |
|                                      |                       |                                    |         |      |
| Quelle: Innenministerium             |                       |                                    |         |      |

#### Parlamentswahl 1996

##### Direktstimmen
| Kandidaten               | Kandidaten           | Parteien                        | Stimmen | %    |
| ------------------------ | -------------------- | ------------------------------- | ------- | ---- |
|                          | Paolo Peruzzagewählt | L’Ulivo – Lega Autonomia Veneta | 34.471  | 40,4 |
|                          | Giuliano Godino      | Polo per le Libertà             | 30.401  | 35,7 |
|                          | Silvio Trevisan      | Lega Nord                       | 20.348  | 23,9 |
| Gesamt                   | Gesamt               | Gesamt                          | 85.220  | 100  |
|                          |                      |                                 |         |      |
| Ungültige Stimmen        | Ungültige Stimmen    | Ungültige Stimmen               | 8.909   | 9,5  |
| Wähler                   | Wähler               | Wähler                          | 94.129  | 90,3 |
| Wahlberechtigte          | Wahlberechtigte      | Wahlberechtigte                 | 104.278 |      |
|                          |                      |                                 |         |      |
| Quelle: Innenministerium |                      |                                 |         |      |

##### Listenstimmen
| Parteien                                          | Parteien                             | Parteien                             | Stimmen | %    |
| ------------------------------------------------- | ------------------------------------ | ------------------------------------ | ------- | ---- |
|                                                   | Polo per le Libertà                  | Forza Italia                         | 18.376  | 21,2 |
| Alleanza Nazionale                                | Polo per le Libertà                  | 8.711                                | 10,0    |      |
| CCD – CDU                                         | Polo per le Libertà                  | 5.277                                | 6,1     |      |
| ↳ Gesamt                                          | Polo per le Libertà                  | 32.364                               | 37,3    |      |
|                                                   | L’Ulivo                              | Partito Democratico della Sinistra   | 16.571  | 19,1 |
| Popolari per Prodi (PPI – SVP – PRI – UD – Prodi) | L’Ulivo                              | 5.105                                | 5,9     |      |
| Rinnovamento Italiano                             | L’Ulivo                              | 4.181                                | 4,8     |      |
| Federazione dei Verdi                             | L’Ulivo                              | 2.469                                | 2,8     |      |
| ↳ Gesamt                                          | L’Ulivo                              | 28.326                               | 32,6    |      |
|                                                   | Lega Nord                            | Lega Nord                            | 18.156  | 20,9 |
|                                                   | Partito della Rifondazione Comunista | Partito della Rifondazione Comunista | 7.986   | 9,2  |
| Gesamt                                            | Gesamt                               | Gesamt                               | 86.832  | 100  |
|                                                   |                                      |                                      |         |      |
| Ungültige Stimmen                                 | Ungültige Stimmen                    | Ungültige Stimmen                    | 7.298   | 7,8  |
| Wähler                                            | Wähler                               | Wähler                               | 94.130  | 90,3 |
| Wahlberechtigte                                   | Wahlberechtigte                      | Wahlberechtigte                      | 104.278 |      |
|                                                   |                                      |                                      |         |      |
| Quelle: Innenministerium                          |                                      |                                      |         |      |

#### Parlamentswahl 2001

##### Direktstimmen
| Kandidaten               | Kandidaten                  | Parteien           | Stimmen | %    |
| ------------------------ | --------------------------- | ------------------ | ------- | ---- |
|                          | Cesare Campagewählt         | Casa delle Libertà | 37.158  | 44,7 |
|                          | Clara Salviato              | L’Ulivo            | 35.720  | 43,0 |
|                          | Giorgio Bibi Boscolo        | Lista Di Pietro    | 4.190   | 5,0  |
|                          | Donatella Zampaolo Cecchini | Democrazia Europea | 3.067   | 3,7  |
|                          | Alberto Perini              | Fiamma Tricolore   | 2.962   | 3,6  |
| Gesamt                   | Gesamt                      | Gesamt             | 83.097  | 100  |
|                          |                             |                    |         |      |
| Ungültige Stimmen        | Ungültige Stimmen           | Ungültige Stimmen  | 8.723   | 9,5  |
| Wähler                   | Wähler                      | Wähler             | 91.820  | 88,2 |
| Wahlberechtigte          | Wahlberechtigte             | Wahlberechtigte    | 104.105 |      |
|                          |                             |                    |         |      |
| Quelle: Innenministerium |                             |                    |         |      |

##### Listenstimmen
| Parteien                               | Parteien                             | Parteien                             | Stimmen | %    |
| -------------------------------------- | ------------------------------------ | ------------------------------------ | ------- | ---- |
|                                        | Casa delle Libertà                   | Forza Italia                         | 27.235  | 32,6 |
| Alleanza Nazionale                     | Casa delle Libertà                   | 5.559                                | 6,6     |      |
| Lega Nord                              | Casa delle Libertà                   | 4.763                                | 5,7     |      |
| CCD – CDU                              | Casa delle Libertà                   | 3.220                                | 3,8     |      |
| Nuovo PSI                              | Casa delle Libertà                   | 920                                  | 1,1     |      |
| ↳ Gesamt                               | Casa delle Libertà                   | 41.697                               | 49,8    |      |
|                                        | L’Ulivo                              | Democratici di Sinistra              | 14.786  | 17,7 |
| La Margherita (Dem – PPI – RI – Udeur) | L’Ulivo                              | 9.103                                | 10,9    |      |
| Il Girasole (FdV – SDI)                | L’Ulivo                              | 2.476                                | 3,0     |      |
| Partito dei Comunisti Italiani         | L’Ulivo                              | 1.114                                | 1,3     |      |
| ↳ Gesamt                               | L’Ulivo                              | 27.479                               | 32,8    |      |
|                                        | Partito della Rifondazione Comunista | Partito della Rifondazione Comunista | 5.721   | 6,8  |
|                                        | Lista Di Pietro                      | Lista Di Pietro                      | 3.430   | 4,1  |
|                                        | Lista Emma Bonino                    | Lista Emma Bonino                    | 1.953   | 2,3  |
|                                        | Fiamma Tricolore                     | Fiamma Tricolore                     | 1.185   | 1,4  |
|                                        | Democrazia Europea                   | Democrazia Europea                   | 1.085   | 1,3  |
|                                        | Liga Fronte Veneto                   | Liga Fronte Veneto                   | 973     | 1,2  |
|                                        | Paese Nuovo                          | Paese Nuovo                          | 79      | 0,1  |
|                                        | Abolizione Scorporo                  | Abolizione Scorporo                  | 65      | 0,1  |
| Gesamt                                 | Gesamt                               | Gesamt                               | 83.667  | 100  |
|                                        |                                      |                                      |         |      |
| Ungültige Stimmen                      | Ungültige Stimmen                    | Ungültige Stimmen                    | 8.143   | 8,9  |
| Wähler                                 | Wähler                               | Wähler                               | 91.810  | 88,2 |
| Wahlberechtigte                        | Wahlberechtigte                      | Wahlberechtigte                      | 104.105 |      |
|                                        |                                      |                                      |         |      |
| Quelle: Innenministerium               |                                      |                                      |         |      |

## Von 2017 bis 2020

### Wahlkreisgebiet
Der Wahlkreis umfasste Gemeinden: 

### Wahlergebnisse

#### Parlamentswahl 2018
| Kandidaten               | Kandidaten            | Stimmen | %    | Listen                              | Stimmen | %    |
| ------------------------ | --------------------- | ------- | ---- | ----------------------------------- | ------- | ---- |
|                          | Ketty Foglianigewählt | 65.007  | 42,7 | Lega                                | 43.576  | 28,6 |
| Forza Italia             | Ketty Foglianigewählt | 65.007  | 42,7 | 15.383                              | 10,1    |      |
| Fratelli d’Italia        | Ketty Foglianigewählt | 65.007  | 42,7 | 4.753                               | 3,1     |      |
| Noi con l’Italia – UDC   | Ketty Foglianigewählt | 65.007  | 42,7 | 1.295                               | 0,9     |      |
|                          | Marco Dall’Acqua      | 46.581  | 30,6 | Movimento 5 Stelle                  | 46.581  | 30,6 |
|                          | Mario Dalla Tor       | 29.715  | 19,5 | Partito Democratico                 | 25.342  | 16,6 |
| +Europa                  | Mario Dalla Tor       | 29.715  | 19,5 | 2.917                               | 1,9     |      |
| Civica Popolare          | Mario Dalla Tor       | 29.715  | 19,5 | 875                                 | 0,6     |      |
| Italia Europa Insieme    | Mario Dalla Tor       | 29.715  | 19,5 | 581                                 | 0,4     |      |
|                          | Fortunato Guarnieri   | 5.126   | 3,4  | Liberi e Uguali                     | 5.126   | 3,4  |
|                          | Melania Rossetto      | 1.315   | 0,9  | Il Popolo della Famiglia            | 1.315   | 0,9  |
|                          | Marcello Renier       | 1.092   | 0,7  | CasaPound Italia                    | 1.092   | 0,7  |
|                          | Giovanna Menegatti    | 917     | 0,6  | Potere al Popolo!                   | 917     | 0,6  |
|                          | Chiara Zennaro        | 845     | 0,6  | Italia agli Italiani (FT – FN)      | 845     | 0,6  |
|                          | Paolo Pizzolato       | 573     | 0,4  | Grande Nord                         | 573     | 0,4  |
|                          | Cristiano Rossato     | 547     | 0,4  | Partito Valore Umano                | 547     | 0,4  |
|                          | Francesca Tosato      | 423     | 0,3  | 10 Volte Meglio                     | 423     | 0,3  |
|                          | Francesco Abruzzino   | 119     | 0,1  | Partito Repubblicano Italiano – ALA | 119     | 0,1  |
| Gesamt                   | Gesamt                | 152.260 | 100  |                                     | 152.260 | 100  |
|                          |                       |         |      |                                     |         |      |
| Ungültige Stimmen        | Ungültige Stimmen     | 4.342   | 2,8  |                                     |         |      |
| Wähler                   | Wähler                | 156.602 | 77,9 |                                     |         |      |
| Wahlberechtigte          | Wahlberechtigte       | 200.941 |      |                                     |         |      |
|                          |                       |         |      |                                     |         |      |
| Quelle: Innenministerium |                       |         |      |                                     |         |      |

## Seit 2020

### Wahlkreisgebiet
| Wahlkreise – Camera dei deputati – Venetien | Wahlkreise – Camera dei deputati – Venetien | Wahlkreise – Camera dei deputati – Venetien                                                             |
| Provinz                                     | Provinz                                     | Gemeinden nach Provinzen ⮞ Wahlkreis                                                                    |
| ------------------------------------------- | ------------------------------------------- | --- |
|                                             | Metropolitanstadt Venedig (44 Gemeinden)    | 17 ⮞ Wahlkreis Venedig 27 ⮞ Wahlkreis Chioggia                                                          |
|                                             | Provinz Belluno (61 Gemeinden)              | alle ⮞ Wahlkreis Belluno                                                                                |
|                                             | Provinz Padua (102 Gemeinden)               | 25 ⮞ Wahlkreis Padua 41 ⮞ Wahlkreis Selvazzano Dentro 36 ⮞ Wahlkreis Rovigo                             |
|                                             | Provinz Rovigo (50 Gemeinden)               | alle ⮞ Wahlkreis Rovigo                                                                                 |
|                                             | Provinz Treviso (94 Gemeinden)              | 36 ⮞ Wahlkreis Treviso 41 ⮞ Wahlkreis Castelfranco Veneto 16 ⮞ Wahlkreis Belluno 1 ⮞ Wahlkreis Chioggia |
|                                             | Provinz Verona (98 Gemeinden)               | 41 ⮞ Wahlkreis Verona 57 ⮞ Wahlkreis Villafranca di Verona                                              |
|                                             | Provinz Vicenza (114 Gemeinden)             | 51 ⮞ Wahlkreis Vicenza 63 ⮞ Wahlkreis Bassano del Grappa                                                |

Der Wahlkreis umfasst 28 Gemeinden:
- 27 Gemeinden der Metropolitanstadt Venedig;
- eine Gemeinde der Provinz Treviso.

### Wahlergebnisse

#### Parlamentswahl 2022
| Kandidaten                          | Kandidaten               | Stimmen | %    | Listen                                                  | Stimmen | %    |
| ----------------------------------- | ------------------------ | ------- | ---- | ------------------------------------------------------- | ------- | ---- |
|                                     | Giorgia Andreuzzagewählt | 126.774 | 53,5 | Fratelli d’Italia                                       | 72.361  | 30,5 |
| Lega per Salvini Premier            | Giorgia Andreuzzagewählt | 126.774 | 53,5 | 32.538                                                  | 13,7    |      |
| Forza Italia                        | Giorgia Andreuzzagewählt | 126.774 | 53,5 | 14.756                                                  | 6,2     |      |
| Noi Moderati                        | Giorgia Andreuzzagewählt | 126.774 | 53,5 | 7.119                                                   | 3,0     |      |
|                                     | Francesca Bressanin      | 59.233  | 25,0 | Partito Democratico – Italia Democratica e Progressista | 42.625  | 18,0 |
| Alleanza Verdi e Sinistra           | Francesca Bressanin      | 59.233  | 25,0 | 8.289                                                   | 3,5     |      |
| +Europa                             | Francesca Bressanin      | 59.233  | 25,0 | 7.373                                                   | 3,1     |      |
| Impegno Civico – Centro Democratico | Francesca Bressanin      | 59.233  | 25,0 | 946                                                     | 0,4     |      |
|                                     | Federico Resler          | 17.916  | 7,6  | Azione – Italia Viva                                    | 17.916  | 7,6  |
|                                     | Alessandro Ferro         | 17.087  | 7,2  | Movimento 5 Stelle                                      | 17.087  | 7,2  |
|                                     | Lorenza Citeroni         | 5.944   | 2,5  | Italexit per l’Italia                                   | 5.944   | 2,5  |
|                                     | Domenico D’Amico         | 4.277   | 1,8  | Vita                                                    | 4.277   | 1,8  |
|                                     | Cesare Serratore         | 2.518   | 1,1  | Italia Sovrana e Popolare                               | 2.518   | 1,1  |
|                                     | Marco Simionato          | 2.394   | 1,0  | Unione Popolare                                         | 2.394   | 1,0  |
|                                     | Maria Novella Espen      | 888     | 0,4  | Alternativa per l’Italia (PdF – Exit)                   | 888     | 0,4  |
| Gesamt                              | Gesamt                   | 237.031 | 100  |                                                         | 237.031 | 100  |
|                                     |                          |         |      |                                                         |         |      |
| Ungültige Stimmen                   | Ungültige Stimmen        | 11.445  | 4,6  |                                                         |         |      |
| Wähler                              | Wähler                   | 248.476 | 68,9 |                                                         |         |      |
| Wahlberechtigte                     | Wahlberechtigte          | 360.844 |      |                                                         |         |      |
|                                     |                          |         |      |                                                         |         |      |
| Quelle: Innenministerium            |                          |         |      |                                                         |         |      |